# Bouillon
Bouillon là một đô thị của Bỉ. Đô thị này nằm ở tỉnh Luxembourg, vùng Wallonie.
Đô thị, which covers 149,09 km², có dân số 5.477 dân với mật độ dân số 36,7 người trên mỗi km².
Đô thị này gồm có các làng: Bellevaux, Corbion, Dohan, La Cornette, Les Hayons, Muno, Poupehan, Rochehaut, Noirefontaine, Sensenruth, Ucimont, Vivy